# Pavel Srníček
Pavel Srníček (født 10. marts 1968, død 29. december 2015) var en tjekkisk fodboldspiller, der spillede målmand for en række klubber, primært Newcastle United F.C. Han spillede også i andre engelske klubber samt i Italien og Portugal foruden i Banik Ostrava i hjemlandet. Efter afslutningen af karrieren var han i en årrække målmandstræner på en skole samt i AC Sparta Prag.
Srníček spillede desuden 50 kampe for Tjekkiets fodboldlandshold i perioden 1994-2001 og var med på det hold, der vandt sølv ved EM i 1996 samt førstevalg på målmandsposten ved Confederations Cup 1997 og EM i 2000.
Han fik hjertestop under en løbetur 20. december 2015, og da lægerne nogle dage senere kunne konstatere markante hjerneskader, blev yderligere behandling opgivet. Han døde 29. december samme år.